# Carsick Cars
Carsick Cars est un groupe de rock indépendant chinois, originaire de Pékin. Le trio est formé en mars 2005. Certaines critiques qualifient le leader et chanteur Zhang Shouwang, artiste le plus talentueux de sa génération en Chine.

## Biographie
Carsick Cars devait faire la première partie de la tournée en Chine du groupe Sonic Youth, l'une de leurs influences la plus notable. La tournée fut annulée mais ils firent la première partie du groupe à Prague et à Vienne.
Carsick Cars publie son premier album éponyme, en 2007 chez Maybe Mars, en Chin et sur tenzenmen en Australie. Le groupe se joint à Sonic Youth pour leur tournée européenne, à Prague et Vienne en 2007. Un single issu de l'album est publié au Royaume-Uni par le label Suyin Records. En juin 2009, le groupe sort son deuxième album, You Can Listen, You Can Talk.
En mars 2010, 2011, et 2012, Carsick Cars joue au festival SXSW d'Austin, au Texas. En novembre 2010, Li Weisi et Li Qing étaient déjà partis du groupe pour se consacrer à d'autres projets. Ils sont remplacés par He Fan (Birdstriking) à la basse, et Ben Ben (BOYZ & GIRL, Skip Skip Ben Ben). Ben Ben est remplacé par la suite Houzi.

## Membres

### Membres actuels
- Zhang Shouwang (张守望) - chant, guitare
- Houzi

### Anciens membres
- Lei Weisi (Levis) (李维斯) - basse
- Li Qing (Zhong Qiu) (李青) - batterie
- Ben Ben

## Discographie

### Albums studio
- 2006 : Live at D-22
- 2007 : Beijing Volume Two 7'
- 2007 : Carsick Cars
- 2009 : You Can Listen You Can Talk
- 2014 : 3

### Compilations
- 2005 : No Beijing
- 2007 : Beijing Bubbles OST (VA)